# Rien Hack
Marinus Johannes (Rien) Hack (Den Haag, 15 juli 1871 – Soest, 16 december 1939) was een Nederlands beeldhouwer. Hij wordt gezien als een vertegenwoordiger van de nieuwe kunst.

## Leven en werk
Hack was een zoon van de huisschilder Carel Albertus Christiaan Hack en Maria Johanna Driesen. Hij volgde de tekenopleiding aan de Sint-Vincentiusschool in zijn geboorteplaats en leerde beeldhouwen in de praktijk. Hij was enige tijd assistent bij het Atelier Van den Bossche en Crevels (ca. 1888-1890) en was vervolgens tien jaar met Kees Oosschot als reizend gezel werkzaam voor diverse ateliers, waaronder Cuypers & Co. en de firma van De Bazel en Lauweriks. Zij werkten in die periode onder meer aan de Gouden Koets en koninklijke wachtkamer op het station van Amersfoort. Van 1900 tot 1906 was Hack werkzaam bij 't Binnenhuis en maakte hij ornamenteel beeldhouwwerk voor meubels van Jac. van den Bosch en Berlage. Hij begon daarna een eigen atelier voor bouwbeeldhouwwerk.
Hack werkte als bouwbeeldhouwer in opdracht van diverse architecten. Hij werd onder meer door Joseph Cuypers ingeschakeld voor kapitelen aan de Nieuwe Sint Bavo in Haarlem, maakte beeldhouwwerk en houtsnijwerk voor 't Kasteel van Aemstel van Anton J. Joling, en bouwsculptuur, houtsnijwerk en bronswerken voor De Koophandel van Johan Mutters en bouwsculpturen voor Huis Joekes in Haarlem, van J.A.G. van der Steur. Hij exposeerde zijn werk bij tentoonstellingen van Architectura et Amicitia.
Naast kunstenaar was Hack docent beeldhouwen bij de Kunstnijverheidsschool Quellinus (1910-1919), leraar decoratieve beeldhouwkunst aan de afdeling kunstnijverheid van de Academie in Den Haag (1914-1918) en docent beeldhouwen bij het Voortgezet en Hooger Bouwkunst Onderricht (1914-1919), in het gebouw van de Rijksacademie in Amsterdam. Hij was leraar van onder anderen Geert Marree en Thalé Hulst.
Toen Hack meer en meer geplaagd werd door reuma moest hij stoppen met het beeldhouwwerk en legde hij ook zijn functies als docent neer. Hij werd directeur van De Vuurslag, een bedrijf voor kunst en woningversierig, in Scheveningen (1920-1930) en ging meubels ontwerpen. Zijn (derde) vrouw Kitty Wijsmuller (1879-1948) dreef de bijbehorende kunstgalerie en publiceerde in 1927 het boekje "Vernieuwing in onze dagelijksche omgeving" over moderne kunstnijverheid. Hack was nog een aantal jaren artistiek leider in het glasatelier van J.W. Gips (1924-1928).
Hack overleed in 1939, op 68-jarige leeftijd.

## Werken (selectie)
- ca. 1898-1906 beeldhouwwerk voor Sint-Bavokathedraal, Haarlem
- ca. 1901 houtsnijwerk koninklijke wachtkamer, station Amersfoort (met Kees Oosschot)
- 1901-1903 houtsnijwerk en ornamentaal werk voor de Koopmansbeurs, Amsterdam
- 1903 bouwbeeldhouwwerk huis Joekes, Baan 19, Haarlem
- 1904 wapen van Alkmaar en wapen van Enkhuizen voor gevel restaurant Des Deux Villes, Den Haag
- 1904-1915 beeldhouwwerk Verzekeringsmaatschappij Vesta, Singel, Amsterdam
- 1905 beeldhouwwerk en houtsnijwerk voor Elektrische Drukkerij 't Kasteel van Aemstel
- 1905 beeldhouwwerk en houtsnijwerk voor de HBS in Arnhem
- 1906 bouwsculptuur, houtsnijwerk en bronswerken voor De Koophandel, Herengracht 141, Amsterdam
- 1907 beeldhouwwerk Sint Ursula voor Poorthuis Begijnhof Spui, Amsterdam
- 1908-1910 beeldhouwwerk voor in- en exterieur van Landhuis Duin en Kruidberg, Santpoort
- 1910-1911 beeldhouwwerk poort Begijnhof (Amsterdam)
- 1910-1913 basreliëfs vestibule huis van Marcellus Emants, Parkstraat, Den Haag
- 1910-1913 gevelsteen Willem IJsbrantsz. Bontekoe, Tasmanstraat, Amsterdam
- 1912 twee vrouwenkoppen aan weerszijden van de entree van het Sweelinck College,Amsterdam
- 1912 nisbeeld van Fatum en beeldhouwwerk voor kantoor van de Rotterdamsche Lloyd en Levensverzekeringmaatschappij Fatum, Anna Pauwlonastraat, Den Haag
- 1913 Mens en machine, beeld bij de entree van de firma Lindeteves-Stokvis aan het J.W. Brouwersplein, Amsterdam
- 1913 beeldhouwwerk voor Maison de Bonneterie in Den Haag

## Galerij

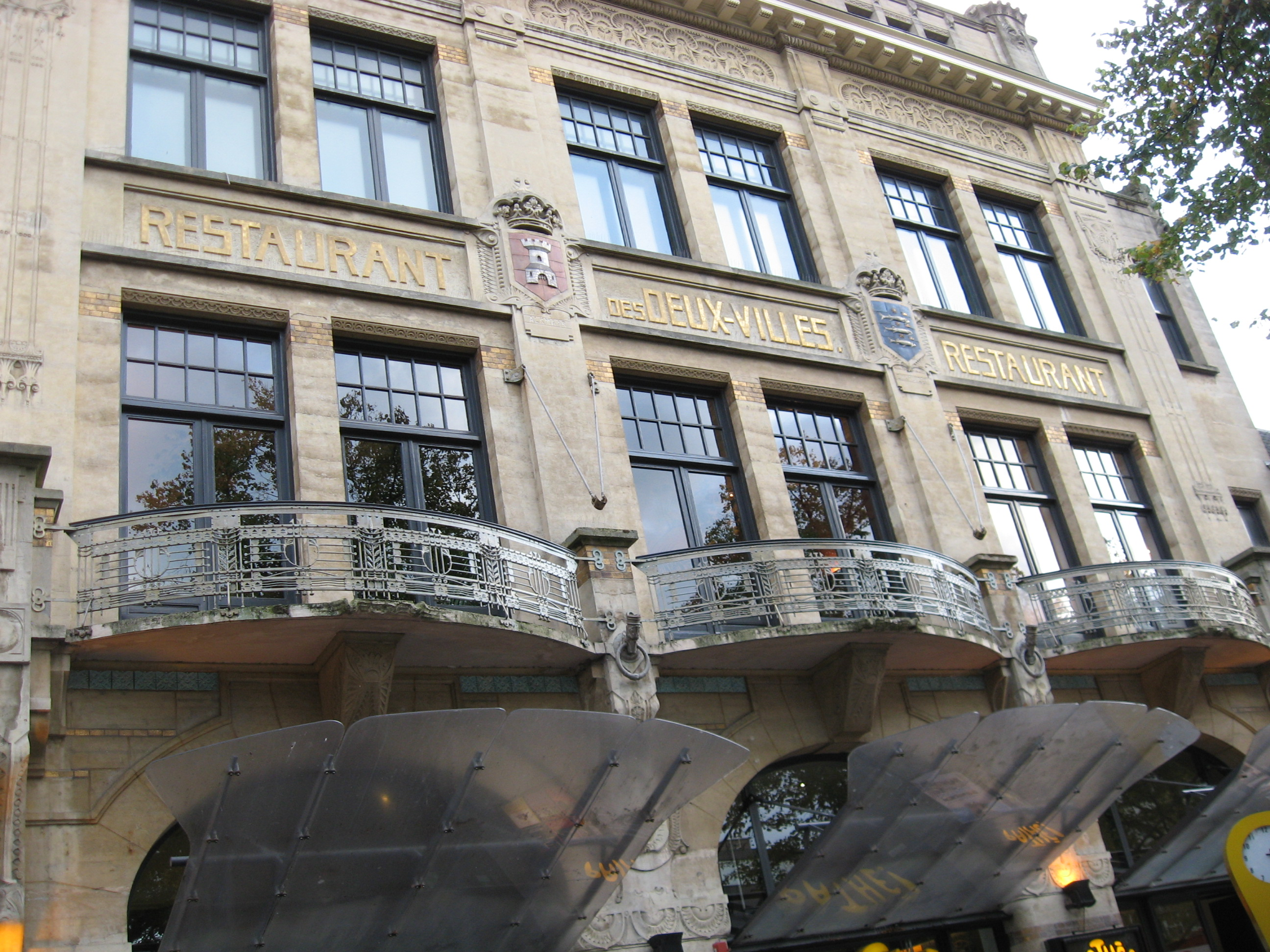
Stadswapens Des Deux Villes (1904), Den Haag
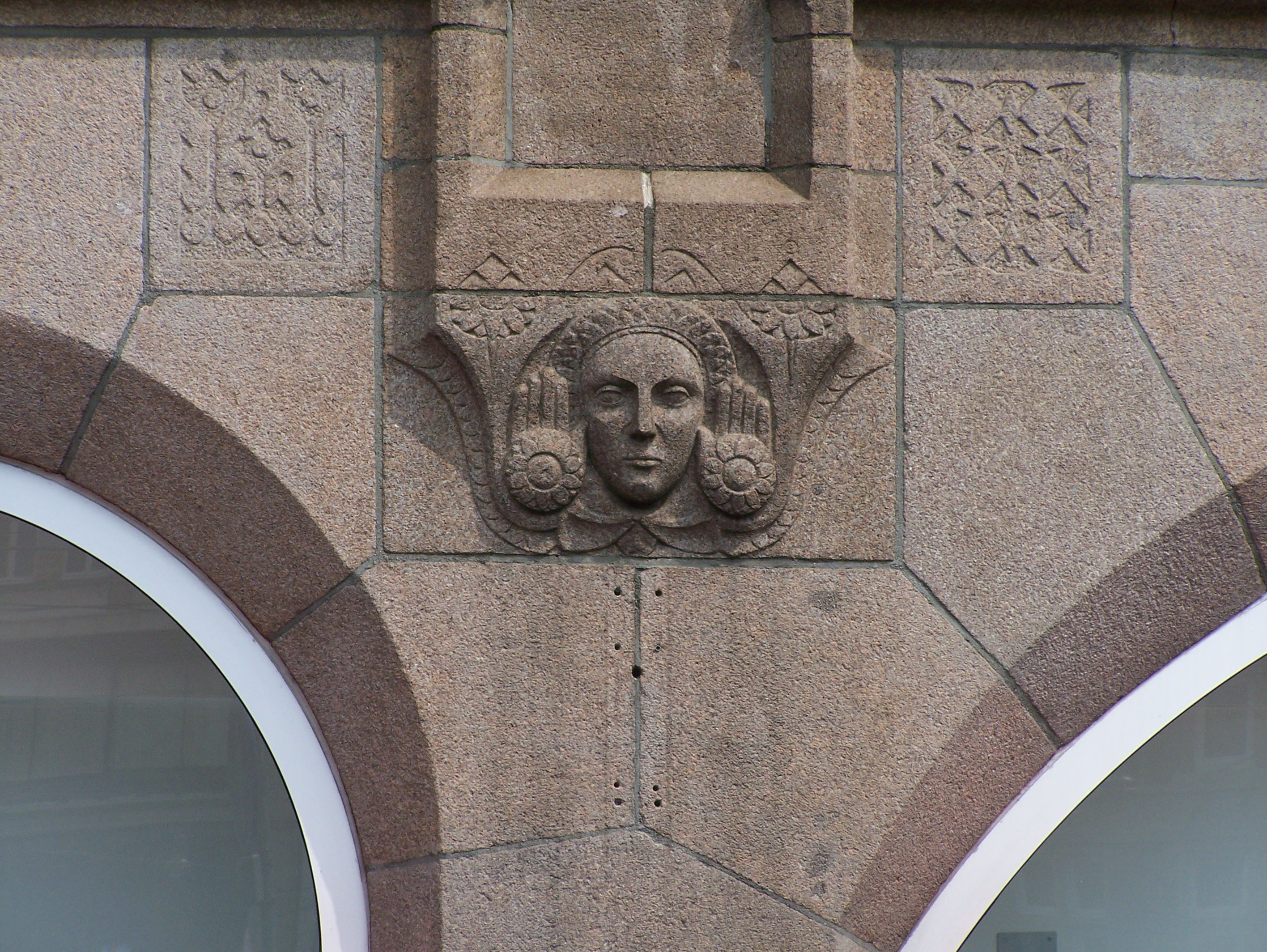
Detail Vesta-gebouw, (1904-1915), Amsterdam
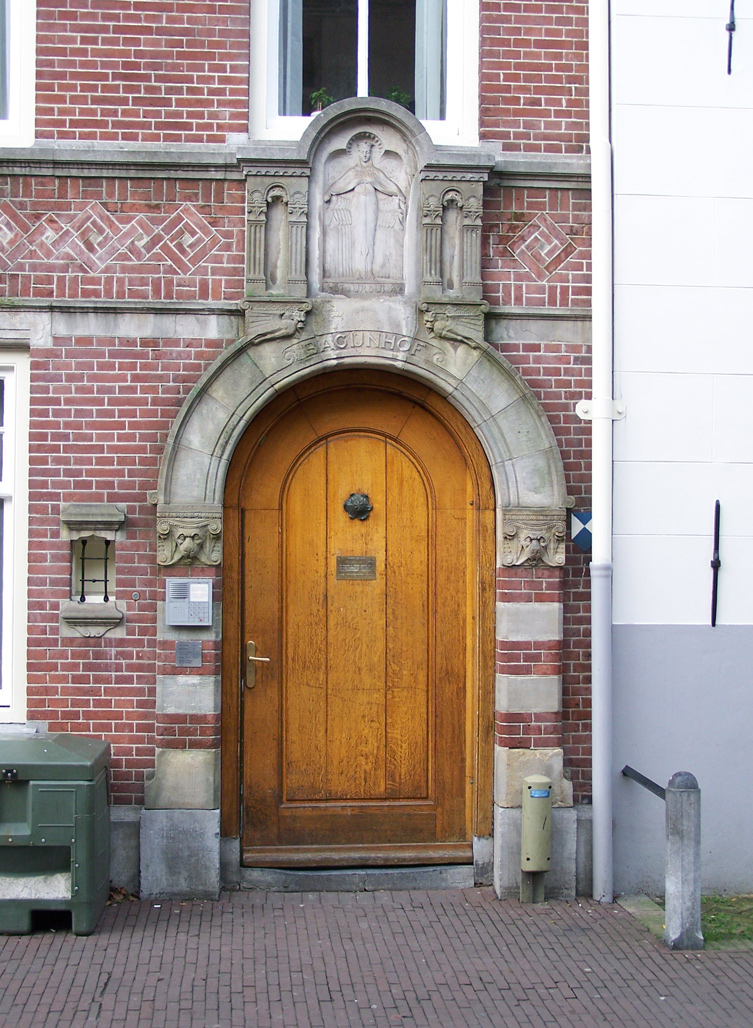
Ursula (1907), Begijnhof, Amsterdam
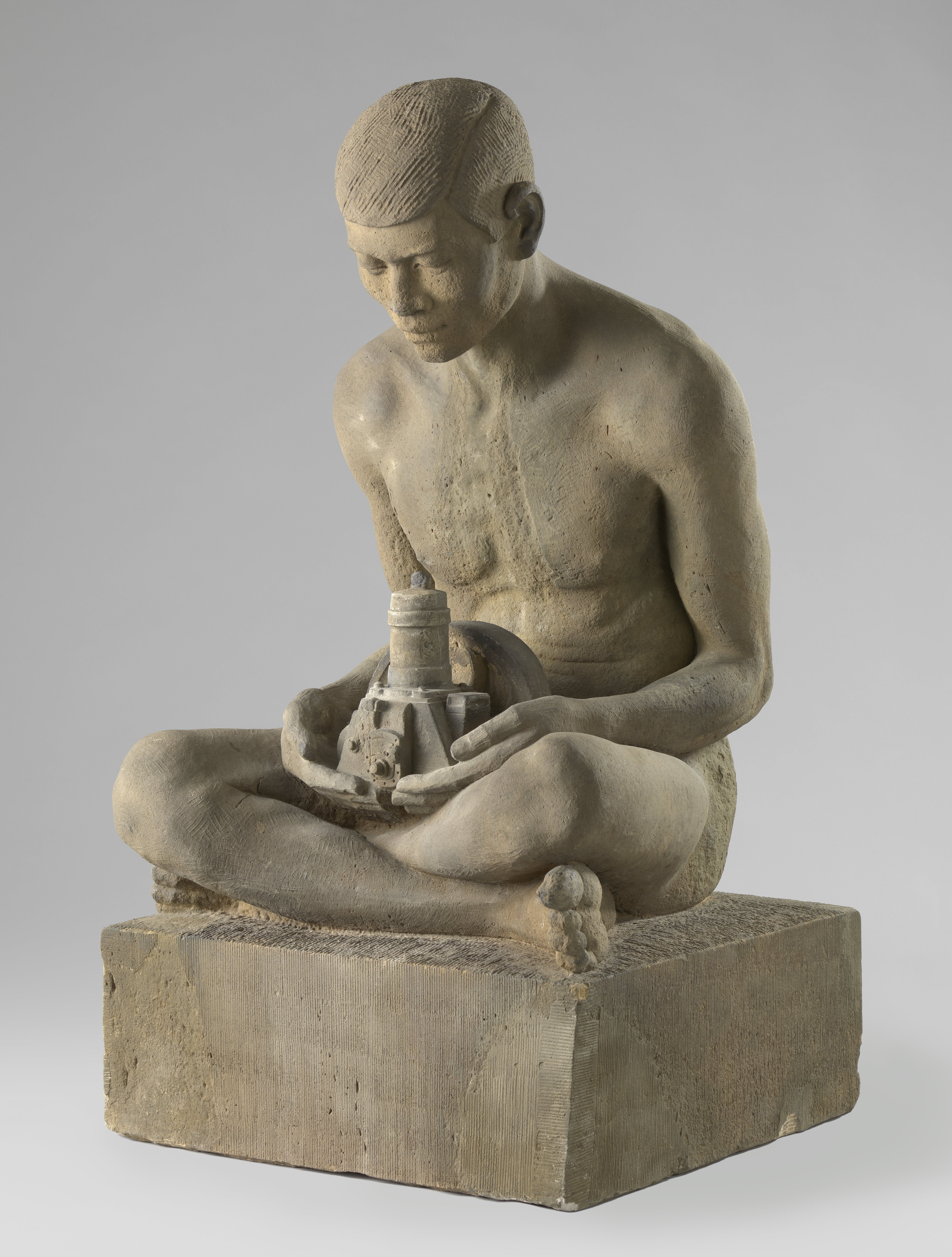
Mens en machine (1913), Amsterdam